# Liste der Kreisstraßen im Landkreis Reutlingen
Diese Liste enthält die Kreisstraßen im baden-württembergischen Landkreis Reutlingen.

## Abkürzungen
- K: Kreisstraße
- L: Landesstraße

## Liste
Die Kreisstraßen behalten die ihnen zugewiesene Nummer nicht bei einem Wechsel in einen anderen Stadt- oder Landkreis. Nicht vorhandene bzw. nicht nachgewiesene Kreisstraßen sind kursiv gekennzeichnet, ebenso Straßen und Straßenabschnitte, die unabhängig vom Grund (Herabstufung zu einer Gemeindestraße oder Höherstufung) keine Kreisstraßen mehr sind.
Der Straßenverlauf wird in der Regel von Nord nach Süd und von West nach Ost angegeben.
| Nr.    | Verlauf |
| ------ | --- |
| K 6700 | L 249 in Bad Urach-Sirchingen – K 6701 in St. Johann-Gächingen |
| K 6701 | L 249/L 380 in St. Johann-Gächingen – K 6700 in St. Johann-Gächingen – St. Johann-Birkenhof – K 6702 in Münsingen-Dottingen – K 6703 in Münsingen-Dottingen – Münsingen-Schepperhof - in Münsingen |
| K 6702 | K 6701 in Münsingen-Dottingen – L 230 in Gomadingen-Steingebronn |
| K 6703 | K 6701 in Münsingen-Dottingen – Münsingen-Rietheim – Münsingen-Trailfingen – Münsingen-Trailfinger Säge |
| K 6704 | – L 252 |
| K 6705 | Römerstein-Strohweiler – L 252 in Römerstein-Böhringen |
| K 6706 | – Bad Urach-Wittlingen – K 6707 in Bad Urach-Hengen – L 245 in Bad Urach-Hengen |
| K 6707 | – K 6706 in Bad Urach-Hengen |
| K 6708 | L 380 in St. Johann-Würtingen – K 6709 in St. Johann-Bleichstetten – L 249 in Bad Urach |
| K 6709 | K 6708 in St. Johann-Bleichstetten – L 249 in St. Johann-Upfingen |
| K 6710 | K 6711 in St. Johann-Würtingen – L 380 |
| K 6711 | L 387 in Lichtenstein-Holzelfingen – St. Johann-Ohnastetten – K 6710 in St. Johann-Würtingen – L 380 in St. Johann-Würtingen |
| K 6712 | (K 1241 im Landkreis Esslingen) – Kreisgrenze – Dettingen an der Erms – /L 380a |
| K 6713 | – Kreisgrenze – (K 1239 im Landkreis Esslingen) |
| K 6714 | L 378a in Metzingen – / in Metzingen – L 380a in Eningen unter Achalm-Rangenberghof |
| K 6715 | (K 1238 im Landkreis Esslingen) – Kreisgrenze – L 374 in Reutlingen-Mittelstadt – L 378a in Reutlingen-Reicheneck |
| K 6716 | K 6764 in Pliezhausen-Gniebel – K 6756 in Pliezhausen-Gniebel – Pliezhausen-Dörnach |
| K 6717 | K 6764 in Walddorfhäslach-Häslach – Kreisgrenze – (K 1236 im Landkreis Esslingen) |
| K 6719 | K 6764 in Pliezhausen-Rübgarten |
| K 6720 | in Reutlingen-Altenburg – K 6721 in Altenburg-Altenburg – – K 6722 – L 378 in Reutlingen-Rommelsbach – L 378a in Reutlingen-Sondelfingen |
| K 6721 | (K 6908 im Landkreis Tübingen) – Kreisgrenze – – K 6720 in Reutlingen-Altenburg |
| K 6722 | (K 6910 im Landkreis Tübingen) – Kreisgrenze – K 6725 in Reutlingen-Sickenhausen – K 6720 |
| K 6723 | (K 6909 im Landkreis Tübingen) – Kreisgrenze – K 6725 in Reutlingen-Degerschlacht |
| K 6724 | L 379 in Wannweil – Wannweil-Langenäcker - Reutlingen-Beckenried - K 6725 in Reutlingen-Degerschlacht |
| K 6725 | K 6722 in Reutlingen-Sickenhausen – K 6723 in Reutlingen-Degerschlacht – K 6724 in Reutlingen-Degerschlacht – K 6726 in Reutlingen-Degerschlacht – L 379 in Reutlingen-Betzingen |
| K 6726 | K 6725 in Reutlingen-Degerschlacht – Reutlingen-Betzingen – Reutlingen-Römerschanze - in Reutlingen-Gmindersdorf |
| K 6727 | (K 6906 im Landkreis Tübingen) – Kreisgrenze – L 384 in Reutlingen-Ohmenhausen |
| K 6728 | L 230 in Reutlingen-Bronnweiler – Reutlingen-Dachberg - Reutlingen-Kehrerhof - L 383 |
| K 6729 | L 383 in Reutlingen-Schachen – Reutlingen-Diebenloch - Pfullingen-Eckhof - Pfullingen-Gewand Grund - Pfullingen-Grundhof - Pfullingen-Weiherhof - Pfullingen-Enenbol - Pfullingen-Siketsfelben - L 382 in Pfullingen – / in Pfullingen |
| K 6730 | Reutlingen-Roßberg – L 230 in Sonnenbühl-Genkingen |
| K 6731 | L 382 in Sonnenbühl-Undingen – Sonnenbühl-Willmandingen – Kreisgrenze – (K 7104 im Zollernalbkreis) |
| K 6732 | Lichtenstein-Schloss Lichtenstein – L 230 |
| K 6733 | L 387 – L 230 in Engstingen-Kohlstetten |
| K 6734 | L 249 in Gomadingen – K 6737 in Hohenstein-Bernloch |
| K 6735 | L 249 in Gomadingen-Marbach an der Lauter – Hohenstein-Mettendorf - L 248 in Hohenstein-Ödenwaldstetten |
| K 6736 | (K 7158 im Zollernalbkreis) – Kreisgrenze – in Trochtelfingen – K 6738 – K 6739 in Trochtelfingen-Steinhilben – K 6737 – in Hohenstein-Oberstetten – L 248 in Hohenstein-Ödenwaldstetten |
| K 6737 | L 248 in Hohenstein-Bernloch – K 6734 in Hohenstein-Bernloch – in Hohenstein-Bernloch – Hohenstein-Meidelstetten – K 6736 |
| K 6738 | K 6736 – Kreisgrenze – (K 8205 im Landkreis Sigmaringen) |
| K 6739 | K 6736 in Trochtelfingen-Steinhilben – K 6740 in Trochtelfingen-Wilsingen – Kreisgrenze – (K 8207 im Landkreis Sigmaringen) |
| K 6740 | K 6739 in Trochtelfingen-Wilsingen – in Pfronstetten |
| K 6742 | in Pfronstetten-Huldstetten – L 253 in Pfronstetten-Geisingen |
| K 6743 | in Zwiefalten-Gauingen – Zwiefalten-Hochberg – |
| K 6744 | Zwiefalten-Upflamör – K 6745 |
| K 6745 | in Zwiefalten – K 6744 – Zwiefalten-Mörsingen – Kreisgrenze – (K 7547 im Landkreis Biberach) |
| K 6746 | L 245 – Zwiefalten-Sonderbuch – L 245 in Zwiefalten |
| K 6747 | L 249 in Hayingen-Ehestetten – Hayingen-Höhe - K 6749 in Pfronstetten-Aichelau – K 6748 in Pfronstetten-Aichstetten – in Pfronstetten-Tigerfeld |
| K 6748 | in Pfronstetten – K 6747 in Pfronstetten-Aichstetten |
| K 6749 | K 6747 in Pfronstetten-Aichelau – L 249 – K 6750 – K 6769 |
| K 6750 | K 6749 – Hayingen-Münzdorf – K 6769 |
| K 6751 | K 6752 in Hayingen-Anhausen – Kreisgrenze – (K 7338 im Alb-Donau-Kreis) |
| K 6752 | K 6769 in Hayingen-Indelhausen – K 6751 in Hayingen-Anhausen – Hayingen-Kochstetten - Kreisgrenze – (K 7336 im Alb-Donau-Kreis) |
| K 6753 | in Münsingen-Bremelau - K 6771 in Münsingen-Bremelau – Münsingen-Dürrenstetten |
| K 6754 | K 6755 in Münsingen-Apfelstetten – Münsingen-Eichelhof - Münsingen-Bühlhof - Münsingen-Hof Alpenblick - Münsingen-Stöcklesbuche - |
| K 6755 | K 6769 – K 6754 in Münsingen-Apfelstetten – K 6769 |
| K 6756 | K 6716 in Pliezhausen-Gniebel – in Pliezhausen |
| K 6757 | in Römerstein-Zainingen |
| K 6758 | L 1211 in Grabenstetten – / |
| K 6759 | (K 1263 im Landkreis Esslingen) – Kreisgrenze – L 1211 in Grabenstetten |
| K 6760 | (K 1263 im Landkreis Esslingen) – Kreisgrenze – L 250/L 1250 |
| K 6761 | (K 1259 im Landkreis Esslingen) – Kreisgrenze – Grafenberg – Kreisgrenze – (K 1260 im Landkreis Esslingen) |
| K 6762 | K 6763 in Riederich – L 378a in Metzingen |
| K 6763 | (K 1231 im Landkreis Esslingen) – Kreisgrenze – K 6762 in Riederich – /L 374 in Riederich |
| K 6764 | (K 1256 im Landkreis Esslingen) – K 6717 in Walddorfhäslach-Häslach – K 6774/L 388 in Walddorfhäslach-Walddorf - K 6716 in Pliezhausen-Gniebel - K 6719 in Pliezhausen-Rübgarten - in Reutlingen-Altenburg |
| K 6766 | /L 384 in Reutlingen-Betzingen - L 379 in Reutlingen-Betzingen |
| K 6767 | L 382 in Sonnenbühl-Erpfingen – in Engstingen-Haid/Trochtelfingen-Haid |
| K 6768 | L 385 – Kreisgrenze – (K 7160 im Zollernalbkreis) |
| K 6769 | in Münsingen – Münsingen-Ziegelhäuser – Münsingen-Auf der Viehweide - Münsingen-Hauhof – K 6755 – K 6770 in Münsingen-Buttenhausen – Münsingen-Wasseräcker - K 6771 in Münsingen-Hundersingen – Münsingen-Bichishausen – Münsingen-Gundelfingen – Münsingen-Wittstaig – K 6750 – Hayingen-Weiler – K 6752 in Hayingen-Indelhausen – K 6749 – L 249 in Hayingen |
| K 6770 | L 249 in Gomadingen-Wasserstetten – K 6769 in Münsingen-Buttenhausen |
| K 6771 | K 6769 in Münsingen-Hundersingen – K 6753 in Münsingen-Bremelau |
| K 6772 | in Mehrstetten-Bahnhof Mehrstetten – Mehrstetten-Heutal - Mehrstetten-Ziegelhof - Mehrstetten – Kreisgrenze – (K 7409 im Alb-Donau-Kreis) |
| K 6773 | L 230 – Kreisgrenze – (K 7410 im Alb-Donau-Kreis) |
| K 6774 | / in Walddorfhäslach-Walddorf - K 6764 in Walddorfhäslach-Walddorf |